# 프리울리베네치아줄리아주의 철도역 목록

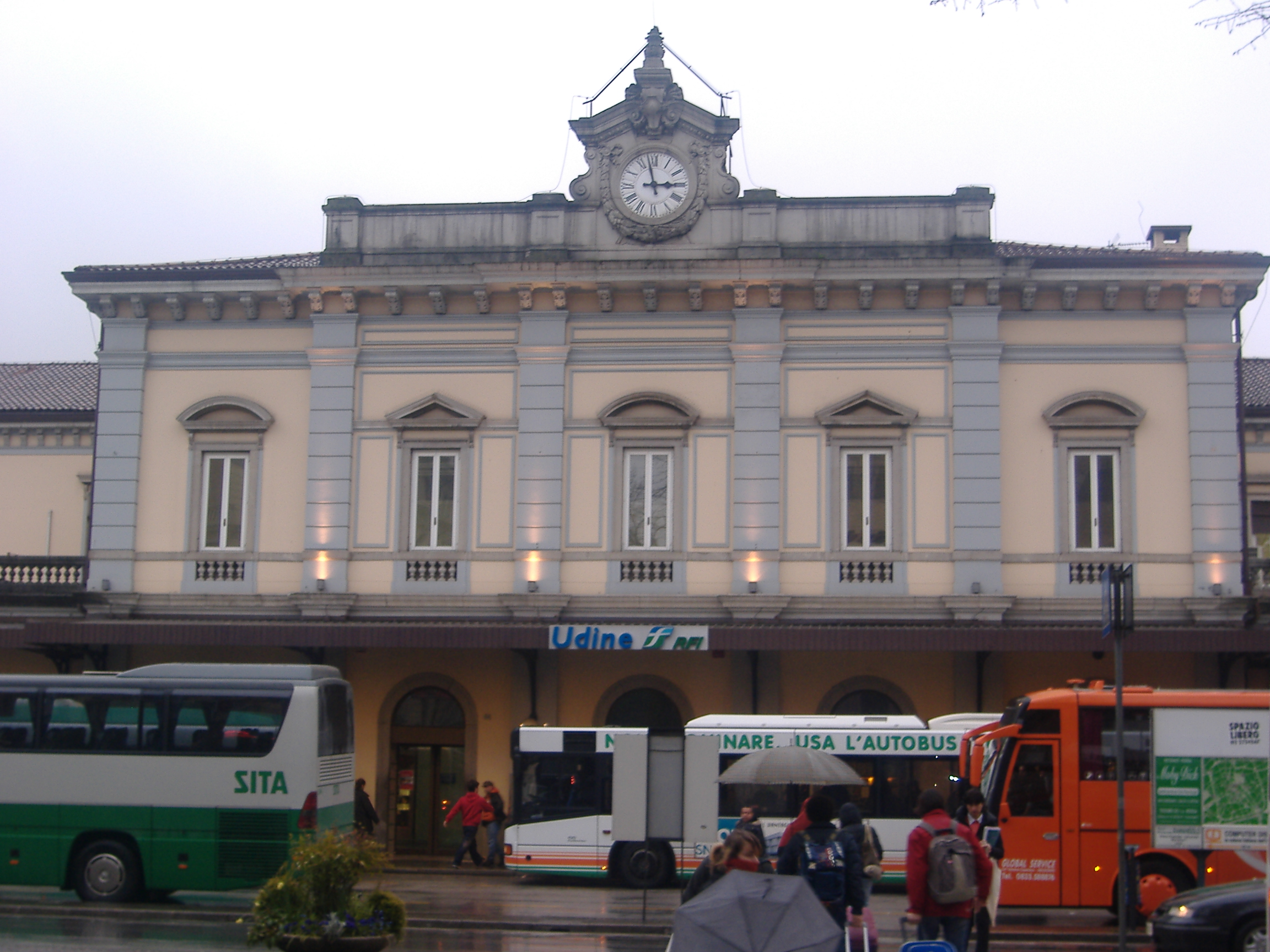
프리울리베네치아줄리아주에서 가장 많은 승객이 이용하는 철도역인 우디네 역 (우디네 소재)

이 목록은 이탈리아 프리울리베네치아줄리아주에 위치한 철도역 목록이다. 프리울리베네치아줄리아 주에 소재한 모든 철도역은 이탈리아 국영철도기업 페로비에 델로 스타토의 지사인 레테 페로비아리아 이탈리아나가 소유하고 있다.

## 목록
| 역명                         | 코무네                 | 현         | 등급   |
| ---------------------------- | ---------------------- | ---------- | ------ |
| 아르테냐                     | 아르테냐               | 우디네     | 브론즈 |
| 아비아노                     | 아비아노               | 포르데노네 | 브론즈 |
| 바실리아노                   | 바실리아노             | 우디네     | 브론즈 |
| 비비오 다우리시나            | 두이노아우리시나       | 트리에스테 | 브론즈 |
| 부도이아-폴체니고            | 부도이아               | 포르데노네 | 브론즈 |
| 부트리오                     | 부트리오               | 우디네     | 브론즈 |
| 카프리바                     | 카프리바               | 고리치아   | 브론즈 |
| 카르니아                     | 카르니아               | 우디네     | 브론즈 |
| 카사르사                     | 카사르사델라델리치아   | 포르데노네 | 실버   |
| 체르비냐노-아퀼레이아-그라도 | 체르비냐노델프리울리   | 우디네     | 실버   |
| 코드로이포                   | 코드로이포             | 우디네     | 실버   |
| 코르도바도 세스토            | 코르도바도             | 포르데노네 | 브론즈 |
| 코르몬스                     | 코르몬스               | 고리치아   | 실버   |
| 코르니노                     | 코르니노               | 우디네     | 브론즈 |
| 쿠사노                       | 쿠사노                 | 포르데노네 | 브론즈 |
| 판나-카바소                  | 판나                   | 포르데노네 | 브론즈 |
| 폰타나프레다                 | 폰타나프레다           | 포르데노네 | 브론즈 |
| 포르가리아-바니 안두인스     | 포르가리아 델 프리울리 | 포르데노네 | 브론즈 |
| 제모나 델 프리울리           | 제모나델프리울리       | 우디네     | 실버   |
| 고리치아 첸트랄레            | 고리치아               | 고리치아   | 실버   |
| 라티사나-리냐노-비비오네     | 라티사나               | 우디네     | 실버   |
| 루미냐코                     | 루미냐코               | 우디네     | 브론즈 |
| 마니아고                     | 마니아고               | 포르데노네 | 브론즈 |
| 만차노                       | 만차노                 | 우디네     | 브론즈 |
| 메두노                       | 메두노                 | 포르데노네 | 브론즈 |
| 미라마레                     | 트리에스테             | 트리에스테 | 브론즈 |
| 몬팔코네                     | 몬팔코네               | 고리치아   | 실버   |
| 몬테레알레 발첼리나          | 몬테레알레발첼리나     | 포르데노네 | 브론즈 |
| 모사                         | 모사                   | 고리치아   | 브론즈 |
| 무차나 델 투르냐노           | 무차나델투르냐노       | 우디네     | 브론즈 |
| 팔라촐로 델로 스텔라         | 팔라촐로 델로 스텔라   | 우디네     | 브론즈 |
| 팔마노바                     | 팔마노바               | 우디네     | 실버   |
| 핀차노                       | 핀차노알탈리아멘토     | 포르데노네 | 브론즈 |
| 폰테바                       | 폰테바                 | 우디네     | 브론즈 |
| 포르데노네                   | 포르데노네             | 포르데노네 | 골드   |
| 레디풀리아                   | 폴리아노레디풀리아     | 고리치아   | 브론즈 |
| 리사노                       | 리사노                 | 우디네     | 브론즈 |
| 론키 데이 레조나리 노르드    | 론키데이레조나리       | 고리치아   | 브론즈 |
| 산 조르조 디 노가로          | 산조르조디노가로       | 우디네     | 실버   |
| 산 조반니 알 나티소네        | 산조반니알나티소네     | 우디네     | 브론즈 |
| 산 조반니 디 카사르사        | 산조반니               | 포르데노네 | 브론즈 |
| 산타 마리아 라 론가          | 산타마리아라론가       | 우디네     | 브론즈 |
| 산토 스테파노 우디네세       | 산토스테파노우디네세   | 우디네     | 브론즈 |
| 산 비토 알 탈리아멘토        | 산비토알탈리아멘토     | 포르데노네 | 실버   |
| 사칠레                       | 사칠레                 | 포르데노네 | 실버   |
| 사칠레-산 리베랄레           | 사칠레                 | 포르데노네 | 브론즈 |
| 사그라도                     | 사그라도               | 고리치아   | 실버   |
| 세벨리아노                   | 세벨리아노             | 우디네     | 브론즈 |
| 시스티아나-비솔리아노        | 시스티아나             | 트리에스테 | 브론즈 |
| 스트라솔도                   | 스트라솔도             | 우디네     | 브론즈 |
| 타르첸토                     | 타르첸토               | 우디네     | 브론즈 |
| 타르비시오 보스코베르데      | 타르비시오             | 우디네     | 실버   |
| 트라베시오                   | 트라베시오             | 포르데노네 | 브론즈 |
| 트리체시모 산 펠라조         | 트리체시모             | 우디네     | 브론즈 |
| 트리에스테 첸트랄레          | 트리에스테             | 트리에스테 | 골드   |
| 우디네                       | 우디네                 | 우디네     | 골드   |
| 우고비차-발브루나            | 우고비차               | 우디네     | 브론즈 |
| 벤초네                       | 벤초네                 | 우디네     | 브론즈 |
| 빌라 오피치나                | 빌라오피치나           | 트리에스테 | 브론즈 |

## 같이 보기
- 이탈리아의 철도역
- 페로비에 델로 스타토
- 이탈리아의 철도
- 이탈리아의 고속철도
- 이탈리아의 교통